# Pterocyclophora
Pterocyclophora é um gênero de traça pertencente à família Arctiidae.